# Cocoa (interfejs)
Cocoa – zorientowane obiektowo API, działające pod systemem OS X firmy Apple. Jest to jedno z pięciu głównych API dostępnych dla tego systemu – oprócz Cocoa istnieją jeszcze Carbon, POSIX (dla środowiska BSD), Java i X11. Nie bierze się pod uwagę innych, jak Perl czy Python, ponieważ za ich pomocą nie tworzy się zazwyczaj w pełni integralnych aplikacji.
Aplikacje korzystające z Cocoa tworzone są głównie w języku Objective-C lub Swift przy użyciu narzędzi programistycznych dostarczonych przez Apple – Xcode i Interface Builder.
Do pisania aplikacji w środowisku Cocoa można użyć także innych narzędzi i języków programowania, jak np. Pythona przy użyciu mechanizmu PyObjC.